# Musique pour Supermarché
Music for Supermarkets (Musique pour supermarché) — студийный альбом инструментальной электронной музыки Жана-Мишеля Жарра, вышедший в 1983 году. Был написан для художественной выставки. Диск известен тем, что единственная копия альбома была продана с аукциона, после чего мастер-копию и матрицу публично уничтожили, и это сделало копию уникальной.

## Об альбоме
В 1983 году Жана-Мишеля Жарра попросили написать фоновую музыку для тематической художественной выставки. Жарр согласился, написав между февралём и маем 1983 года «Music for Supermarkets». Выставка, созданная молодыми артистами и друзьями Жарра, состоялась в галерее Жан-Клода Риделя с 2 июня по 30 июня 1983 года. Художественные работы с выставки продавались на аукционе. По аналогии Жарр решил, что музыка, сопровождающая выставку, может быть «одноразовым» произведением искусства и потому «Music for Supermarkets» будет лишь в одном экземпляре, уникальной копией, которая будет продана на благотворительном аукционе в гостинице Drouot. По окончании выставки первоначальный экземпляр ленты и пластинки были уничтожены, оставив тем самым этот альбом на единственном в мире носителе. Он мгновенно стал одним из самых дорогих и коллекционных альбомов в истории. Внутренняя сторона обложки содержит 11 полароидных фотографий, которые шаг за шагом показывают разработку диска, оставив одно пустое место с тем, чтобы последний владелец вставил туда своё фото с этим альбомом. Хозяин альбома первоначально хранился в тайне, но как выяснилось позднее, им стал М. Джерард, который вышел из состояния комы в момент, когда на радио транслировался трек Жарра «Souvenir of China», этот альбом стоил ему 69000 франков (или 10500 евро). С 2007 года альбом дважды продавался и его нынешний владелец неизвестен.
Сразу после продажи альбома была организована его трансляция в полном объёме на радио Люксембурга. Трансляцию открыл сам Жарр словами «Грабьте меня!» (фр. Piratez-moi!). Запись этого эфира — единственная доступная версия этого альбома, в силу особенностей АМ-вещания имеющая невысокое качество.
Кроме этого, некоторая музыка из этого альбома была переработана и использована в последующих альбомах Жарра, поэтому она не совсем «потеряна» для широкой общественности. Были переработаны следующие треки:
- 1986: Music for supermarkets part 3: использован в «The Fifth Rendez-Vous - Part III» в альбоме «Rendez-Vous».
- 1984: Music for supermarkets part 5: использован в «Blah-Blah Café» в «Zoolook».
- 1984: Music for supermarkets part 7: использован во второй половине «Diva» на «Zoolook».

## Список композиций
1. Intro to side A (0:50)
2. Intro to side B (0:17)
3. Music for Supermarkets 1 (4:09)
4. Music for Supermarkets 2 (2:18)
5. Music for Supermarkets 3 (3:30)
6. Music for Supermarkets 4 (2:17)
7. Music for Supermarkets 5 (3:52)
8. Music for Supermarkets 6 (5:54)
9. Music for Supermarkets 7 (3:59)
10. Music for Supermarkets 8 (3:51)